# Mozdahir
L'Institut Mozdahir International (IMI) ou Mozdahir est une ONG basée à Dakar au Sénégal.

## Historique
Fondé en 2000 par Chérif Mohamed Aly Aïdara, l'institut Mozdahir International (IMI) est une ONG siégeant à Dakar. Plusieurs états ont mis leur petite pierre à l'édifice : le Mali, le Sénégal, la Cote d'ivoire, la Guinée Bissau et bien d'autres. Sa notoriété vient entre autres du fait qu'elle est active dans plusieurs domaines comme l'éducation, la santé, l'agriculture, l'habitat, le reboisement, la gestion rationnelle, l'énergie solaire, la culture l'organisation communautaire et la production. Ses activités sont focalisées sur le développement durable,.

## Partenaires
L'IMI dispose d'accord de siège et d'agréments au Sénégal ainsi que dans des pays d'Afrique de l'Ouest.